# Mrtví jako já
Mrtví jako já (v anglickém originále Dead Like Me) je americký komediální televizní seriál o životě smrtonošů v Seattlu.

## Děj
Osmnáctiletá George je zasažena záchodovým prkénkem z likvidované vesmírné stanice. Místo toho, aby zemřela, se z ní stane smrtonoš (smrtka). Jejím neplaceným povoláním se tak stane vytahování lidské duše z těla před tím, než dotyčný zemře, a příprava duše na "vstup do světel" - odchod z pozemského života zpravidla přes nějaký vysněný zážitek zemřelého.

## Postavy

### Smrtonoši
- Georgia "George" Lass (Ellen Muth): (1985–2003) hlavní postava seriálu odešla z vysoké školy a byla matkou donucena, aby si našla práci v personální agentuře Happy Time. Hned první den v novém zaměstnání zemřela během cesty na oběd, když ji spadlo na hlavu záchodové prkénko z právě likvidované sovětské vesmírné stanice Mir.
- Rube Sofer (Mandy Patinkin): (1876–1926) Rube je šéf skupiny smrtonošů, který dostává od posla smrti seznam lidí, kteří zemřou, a přepisuje je nejčastěji na žluté lístečky a ty potom rozdává jako "úkoly" jednotlivým smrtonošům. Ve svém minulém životě byl bankovní lupič, měl manželku Lucy a dceru Rosie, a zemřel po své poslední akci - dceři slíbil, že se brzy vrátí domů, ale setkali se až po 77 letech v domově důchodců. Tento svůj nesplněný slib si kompenzuje tím, že Georgii supluje pozici otce.
- Roxy Harvey (Jasmine Guy): (před 1960–1982) Původně hlídačka parkoviště, která tak dlouho sní o práci strážkyně zákona, až se jí to nakonec podaří a stane se skutečnou policistkou.
- Betty Rohmer (Rebecca Gayheart): (1899–1926) Atraktivní, sportovně založená žena, která miluje adrenalinové zážitky a také při jednom z nich zahynula, když nešikovně skočila do vodopádu. Má vyfocené všechny lidi, kterým sebrala duši, a tyto fotografie má roztříděné podle typů lidí. V pátém dílu seriálu zjistila, že "světla" právě odebrané duše se shodují s její vlastní touhou (skok z Doverských bílých útesů) a tak odešla do světel i s touto duší.
- Daisy Adair (Laura Harris, ve filmu Sarah Wynter): (1915–1938) Nepříliš schopná herečka, která však "kouřila" téměř každému herci v Hollywoodu 30. let a ráda o tom mluví. Uhořela při natáčení filmu Sever proti Jihu. Daisy byla přeložena z New Yorku do Seattlu, kde nahradila Betty.
- Mason (Callum Blue): (1939–1966) Mason je britský zloděj, alkoholik, pobuda a feťák s mizerným vychováním. Přivydělává si všemi možnými nezákonnými způsoby včetně pašování drog (v jednom díle mu v útrobách praskl balíček s drogou a protože smrtonoš už nemůže zemřít, zažil mnohahodinovou bolest). Pro Georgii se staví do pozice nespolehlivého staršího bratra a je zamilován do své kolegyně Daisy.

### Hrobaříci
Hrobaříci (gravelingové) jsou malé zlomyslné obludy, které způsobují nehody. Většina lidí je nevidí. V díle Forget Me Not Mason zabil člověka a vylezl z něj hrobařík.

### Georgina původní rodina
- Reggie Lass (Britt McKillip): Georgiina mladší sestra. Georgia ji za svého života ignorovala, ale její smrt přitom nejvíce zasáhla právě Reggii. Věří, že ji George stále sleduje.
- Joy Lass (Cynthia Stevenson): Georgina pedantská matka. Nesnáší slovo vlhký, protože zní eroticky.
- Clancy Lass (Greg Kean): Učitel angličtiny na Washingtonské univerzitě. Podváděl svou ženu se studentkou, což byl jeden z důvodů pro rozvod.

### Zaměstnanci Happy Time
- Delores Herbig (Christine Willes): Georgina šéfka je chorobná optimistka. Vlastní kocoura Murraye a webovou stránku Getting Things Done With Delores, kde streamuje činnosti, které provádí ve svém bytě. Je také aktivní v různých internetových seznamkách. Delores zná George pod jménem Millie a staví se do pozice laskavé vševědoucí matky.
- Crystal Smith (Crystal Dahl): Záhadná nerudná a zlomyslná recepční, která umí několik různých jazyků. Kdysi působila u jednotek zvláštního nasazení v jihovýchodní Asii.
- Misty Favreaux (Meghan Black): Žena, která tráví 34 ze 35 pracovních hodin týdně myšlením na sex a 1 hodinu sexem. Má 2 děti (Sassoon a Jordache) a je vdaná v Louisianě a možná v Kansasu.

### Jiné postavy
- Kiffany (Patricia Idlette): Servírka v Der Waffel Haus.
- JD: (?-2004) Zlatý retrívr který sloužil jako asistenční pes, ale jeho majitelka zemřela a George jí musela slíbit že se o JDho postará. Věnovala ho své bývalé rodině. Protože nevěděli, co JD znamená, pojmenovali ho Just Dog (prostě pes). Ve druhé sérii ho přejede auto a George jim místo něj dá svou žábu.

## Seznam dílů
| Řada | Díly | Premiéra v USA    | Premiéra v USA | Premiéra v ČR  | Premiéra v ČR   |
| Řada | Díly | První díl         | Poslední díl   | První díl      | Poslední díl    |
| ---- | ---- | ----------------- | -------------- | -------------- | --------------- |
| 1    | 14   | 27. června 2003   | 26. září 2003  | 11. února 2008 | 26. května 2008 |
| 2    | 15   | 25. července 2004 | 31. října 2004 | 2. června 2008 | 29. září 2008   |

## Film
Na seriál volně navazuje stejnojmenný film z roku 2008 o délce 84 minut. Přísného Rubea v něm nahradil volnomyšlenkářský finančník Cameron Kane (Henry Ian Cusick). Namísto lístečků posílá svému týmu SMSky a v řadách smrtonošů se začíná projevovat anarchie, která po několika neblahých nehodách vyvrcholí vzpourou a fyzickou likvidací Camerona (což je vzhledem k nesmrtelnosti docela problém). Současně s tím sledujeme náhodné setkání Georgie s Reggií a jeho důsledky, které vyvrcholí duševním smířením Reggie s tím, že se musí se sestrou navždy rozloučit. A protože Georgia si jako jediná uchovala smysl pro zodpovědnost, je za to v posledním záběru filmu odměněna „z vyšších míst“ funkcí šéfky svého týmu smrtonošů.